# Tigre-siberiano
O tigre-siberiano (nome científico: Panthera tigris tigris), também conhecido como tigre-de-amur, é uma das 6 populações de tigre ainda existentes. É a população de tigre mais setentrional e a maior de todas. Habita áreas próximas ao Rio Amur na Sibéria no extremo leste da Rússia, e uma pequena área no nordeste da China.
Antes considerado uma subespécie (Panthera tigris altaica), desde 2017 o tigre-siberiano e todas as restantes populações continentais asiáticas foram reagrupadas sob a nomenclatura científica de Panthera tigris tigris.
O tigre-siberiano além disso é o 3.° maior mamífero carnívoro terrestre estando depois do Urso-pardo e do Urso-polar, e empatado com o leão e o tigre-de-bengala.

## Características[1]
| Característica       | De     | Média  | Até    |
| -------------------- | ------ | ------ | ------ |
| Altura(macho)        | 81 cm  | 95 cm  | 1,06 m |
| Altura (fêmea)       | 75 cm  | 80 cm  | 90 cm  |
| Comprimento (fêmea)  | 2,30 m | 2,64 m | 2,70 m |
| Comprimento (macho)  | 2,85 m | 2,93 m | 3,09 m |
| Comprimento da cauda | 91 cm  | 99 cm  | 1,11 m |
| Peso (fêmea)         | 110 kg | 121 kg | 167 kg |
| Peso (macho)         | 160 kg | 190 kg | 250 kg |

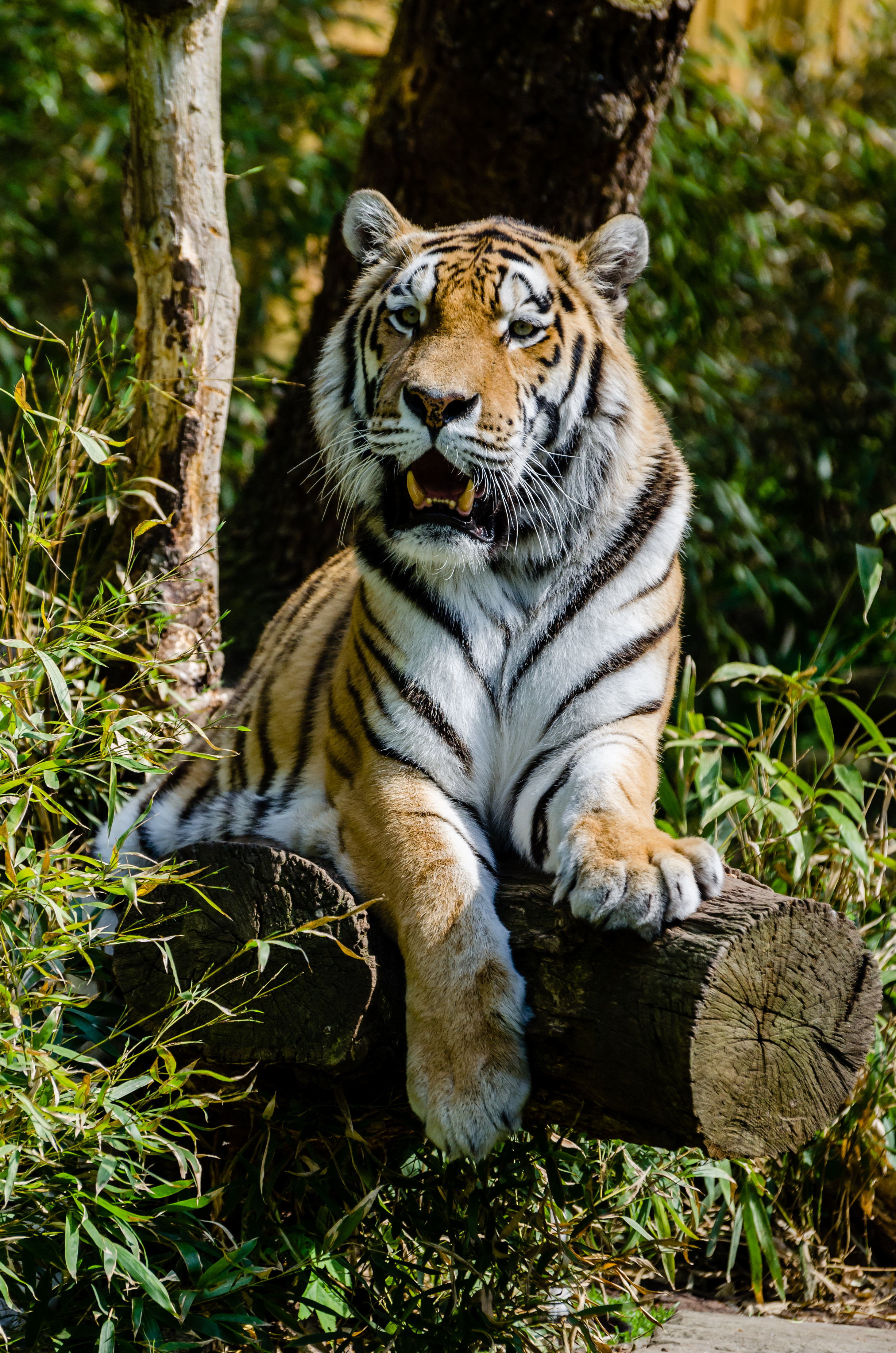
Tigre-siberiano, o tigre mais setentrional do planeta.

Dados sobre tigres capturados para estudos de telemetria em Nagarahole (Índia), Chitwan ( Nepal) e em Sikhote-Alin (Rússia) mostram que os tigres destes três locais são todos aproximadamente do mesmo tamanho.  Surpreendentemente, embora os tigres siberianos ou de Amur sejam considerados a maior das subespécies, medições de tigres do Extremo Oriente Russo mostram que atualmente não são maiores do que os tigres de Bengala do subcontinente indiano   O maior tigre siberiano selvagem pesado em estudos científicos foi um macho de 6 anos com 225 kg.Todas as espécies viventes da família Felidae, o tigre siberiano é um animal conhecido por destacar-se quanto ao tamanho, consistindo nos felídeos de grande peso e comprimento, título até então disputado meramente com o ligre, um animal resultante da hibridização entre um tigre e um leão. Os machos podem chegar a pesar mais de 254 quilos, ter mais de 3,10 metros de comprimento e medir até 1,06 metros na altura do ombro (cernelha). De acordo com a edição do Guinness Book of world records, de 1988, um tigre siberiano macho de cativeiro chamado Jaipur,aos 7 anos e meio de idade pesava 423 kg e possuía 3,32 metros de comprimento. Jaipur chegou a pesar 465 kg, antes de sua morte em 1999. Um dos maiores tigres siberianos selvagens foi um macho com 3,30 metros de comprimento, que foi caçado e morto em 1943. Outro relato de um grande tigre siberiano selvagem, foi de um exemplar macho caçado nas montanhas de Sijote-Alin, em 1950, na Rússia, ele pesava 384 kg e tinha 3,48 metros de comprimento, embora sejam dados duvidosos e muito provavelmente exagerados. Existem relatos não confirmados de indivíduos ainda maiores, de até 408 kg.
Em relação às outras populações de tigre, têm uma pelagem mais grossa e mais clara, devido ao clima frio do lugar onde vive, onde os invernos são rigorosos e com neve. Seu habitat consiste de florestas de coníferas conhecidas como taiga, e suas presas são alces, javalis, renas e cervos. Em casos raros, chegam a caçar ursos-pardos.

## Comportamento

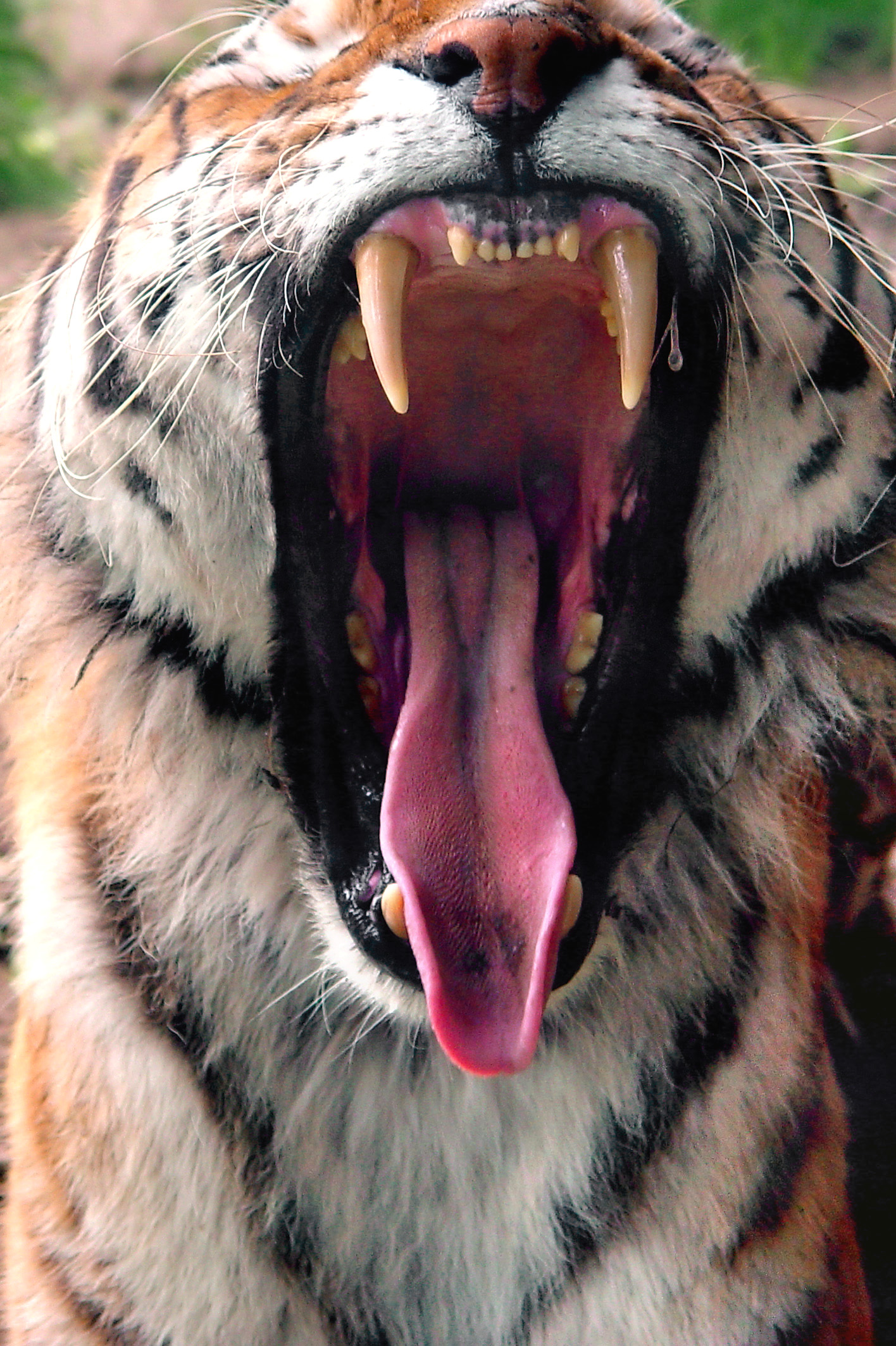
Presas do tigre-siberiano.

O tigre-siberiano é um caçador solitário e de hábitos noturnos. Caça à noite ou ao amanhecer enquanto reserva o resto do tempo para dormir. Pode percorrer de 10 km a 20 km de distância em uma só noite. Chega a alcançar uma velocidade de até 60 km/h e pode saltar a uma altura de 5 a 6 metros, é capaz de escalar árvores, mas não as pequenas e frágeis. Aproxima-se de sua presa sem ser percebido e, quando se encontra a mais ou menos 20 metros de distância, abaixa-se, caminha quase que se arrastando pelo solo durante um trecho, salta para frente e tenta morder o pescoço da vítima enquanto a imobiliza pelos ombros ou pelas costas.
Cada tigre é responsável pela morte correspondente à média entre 40 e 50 presas durante um ano. É capaz de matar um búfalo e arrastá-lo por centenas de metros. Em geral não atacam o homem.

## Relação com os humanos
O tigre é muito respeitado pelos povos nativos da região que habita ou que historicamente chegou a habitar. O povo Udege e o povo Nanai referem-se ao tigre-siberiano como Amba ("grande soberano", "grande rei"). Também o consideram o protetor da planta médica, ginseng. O povo Manchu considera o tigre como Hu Lin ("o rei").
Ataques de tigres-siberianos a seres humanos, apesar da proximidade, são raros, sendo a maioria deles causada quando um tigre é surpreendido e sente-se ameaçado.

## Situação atual

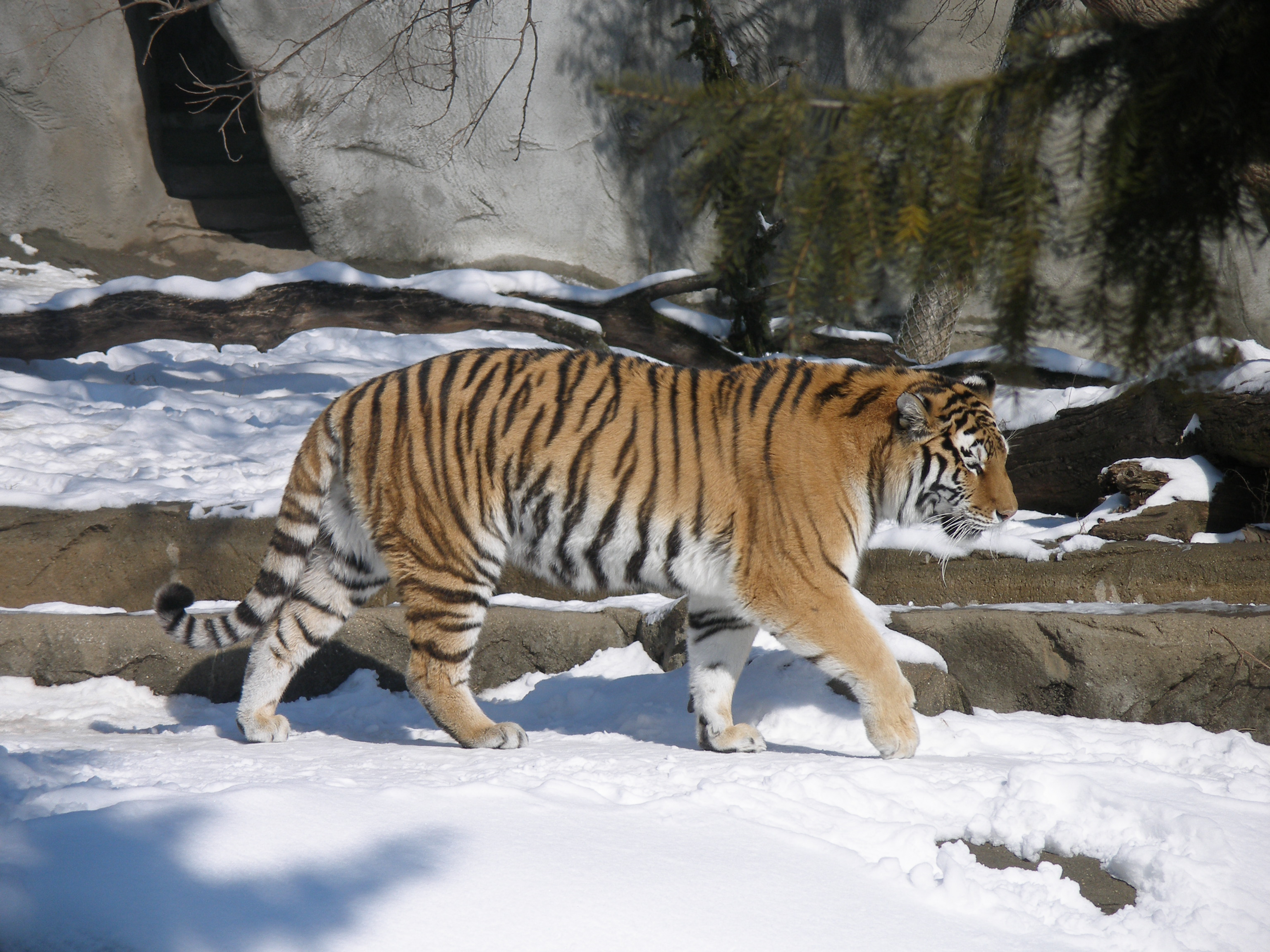
Tigre-siberiano no Zoo de Detroit.

Até o começo do século XX os tigres-siberianos viviam espalhados pela Manchúria (região nordeste da China), sudeste da Sibéria, Coreia e nordeste da Mongólia.
Em 1905 foram encontrados tigres na região do rio Aldan, a 60 graus de latitude de norte, mesma latitude de cidades como São Petersburgo, Oslo, Uppsala e Estocolmo. Também foram vistos tigres cruzando no inverno o estreito da Tartária, chegando até a ilha Sacalina.
Porém tal situação começou a mudar na primeira década do século XX, quando passou a ser brutalmente caçado em meio a construção das ferrovias Transiberiana e Transmanchuriana, e nos anos 1920 foram extintos da Coreia do Sul. Como resultado seus números foram reduzidos a não mais do que 30 indivíduos na época da Segunda Guerra Mundial.
Em 1947 passaram a ser protegidos por lei pelo governo soviético e os tigres recuperaram parte de seu número original.

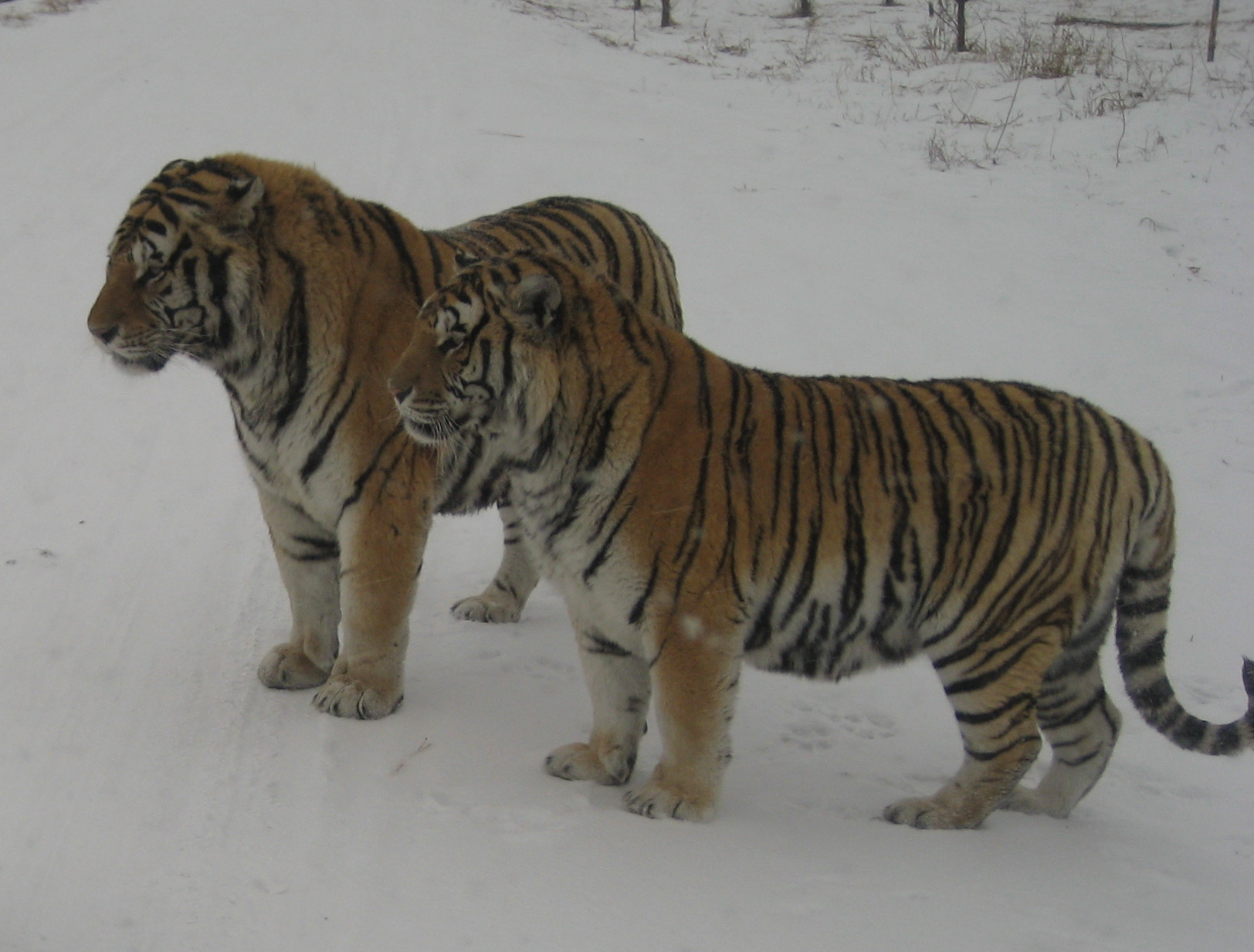
Tigres siberianos do zoo parque de Harbin, na China.

No dia 25 de dezembro de 1991 a União Soviética, após uma longa crise política, deixou de existir, e a fiscalização das fronteiras ficou muito enfraquecida. Como resultado muitos caçadores vindos de países vizinhos tais como China, Coreia do Sul e Japão atravessaram as fronteiras e os números dos tigres foram reduzidos para 200 em 1994. Porém com o esforços conservacionistas e de patrulhas anticaça, seus números subiram para entre 300 a 400 em 2004. Atualmente se encontram restritos à região dos montes Sikhote Alin, no sudeste da Sibéria, perto das fronteiras com a China e a Coreia do Norte.
Segundo um estudo, realizado pela Sociedade para a Conservação da Vida Selvagem (WCS), os tigres siberianos podem desaparecer. A pesquisa mostra que a população restante da espécie diminuiu consideravelmente nos últimos quatro anos. Em 2005, cerca de 500 indivíduos habitavam as 16 áreas monitoradas por uma programa. Hoje, apenas 56 animais estão confirmados nesses mesmos lugares.
As grandes ameaças que pairam para com os tigres-siberianos hoje em dia são o comércio de órgãos na medicina chinesa e a destruição de seu habitat. A Sibéria concentra grandes áreas de florestas e isso é um grande atrativo para empresas madeireiras.

## Distribuição geográfica

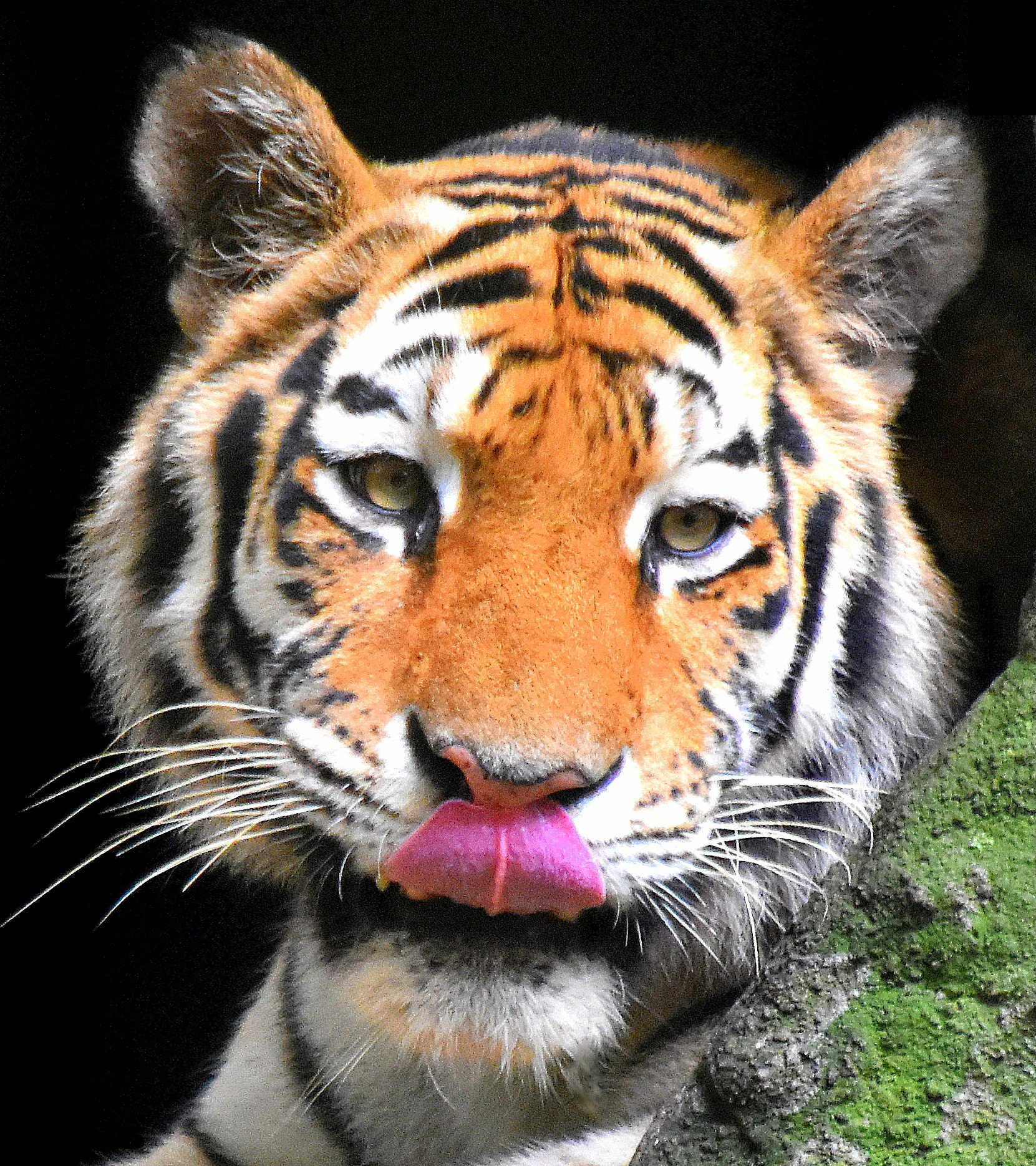
Face de um Tigre-siberiano

Originário da Sibéria oriental, há 20 ou 30 mil anos, conquistou o vasto território que hoje ocupa no continente asiático. Caçado até ser praticamente eliminado das florestas (taigas), hoje está entre os animais com maior risco de extinção. O território do tigre siberiano limita-se a uma pequena região no sudeste da sibéria.
Após 70 anos de extinção, o Tigre-Siberiano foi reintroduzido para o Cazaquistão, para substituir o extinto tigre do cáspio.

## Tigre-siberiano branco
Teoricamente, tigres-siberianos brancos teriam uma melhor camuflagem na neve, que ocorre no habitat da espécie durante certa época do ano. Porém, não há evidências da existência de tigres siberianos brancos. Os tigres brancos documentados até hoje são todos pertencentes a população do Tigre-de-bengala.

## Tigre-siberiano na cultura popular
- Amba, que significa "grande rei" ou "grande soberano", um espírito da natureza, presente nas lendas da cultura popular asiática.
- Vários ao longo do filme "Roar".
- Em Crash of the Titans, Tiny é retratado como um tigre-siberiano em vez de um lobo-da-tasmânia e fica um pouco mais inteligente e menos violento.
- O tigre Vitaly, personagem do terceiro filme e da franquia Madagascar.